# Cmentarz wojenny nr 156 – Siedliska
Cmentarz wojenny nr 156 w Siedliskach – zabytkowy cmentarz z I wojny światowej.
Zaprojektowany przez Heinricha Scholza. Jest to kwatera na miejscowym cmentarzu parafialnym. Element centralny stanowi rzeźba mężczyzny trzymającego wieniec z dębowych liści. W jednym grobie zbiorowym i 20 pojedynczych pochowano tu 10 żołnierzy austro-węgierskich i 15 żołnierzy rosyjskich.

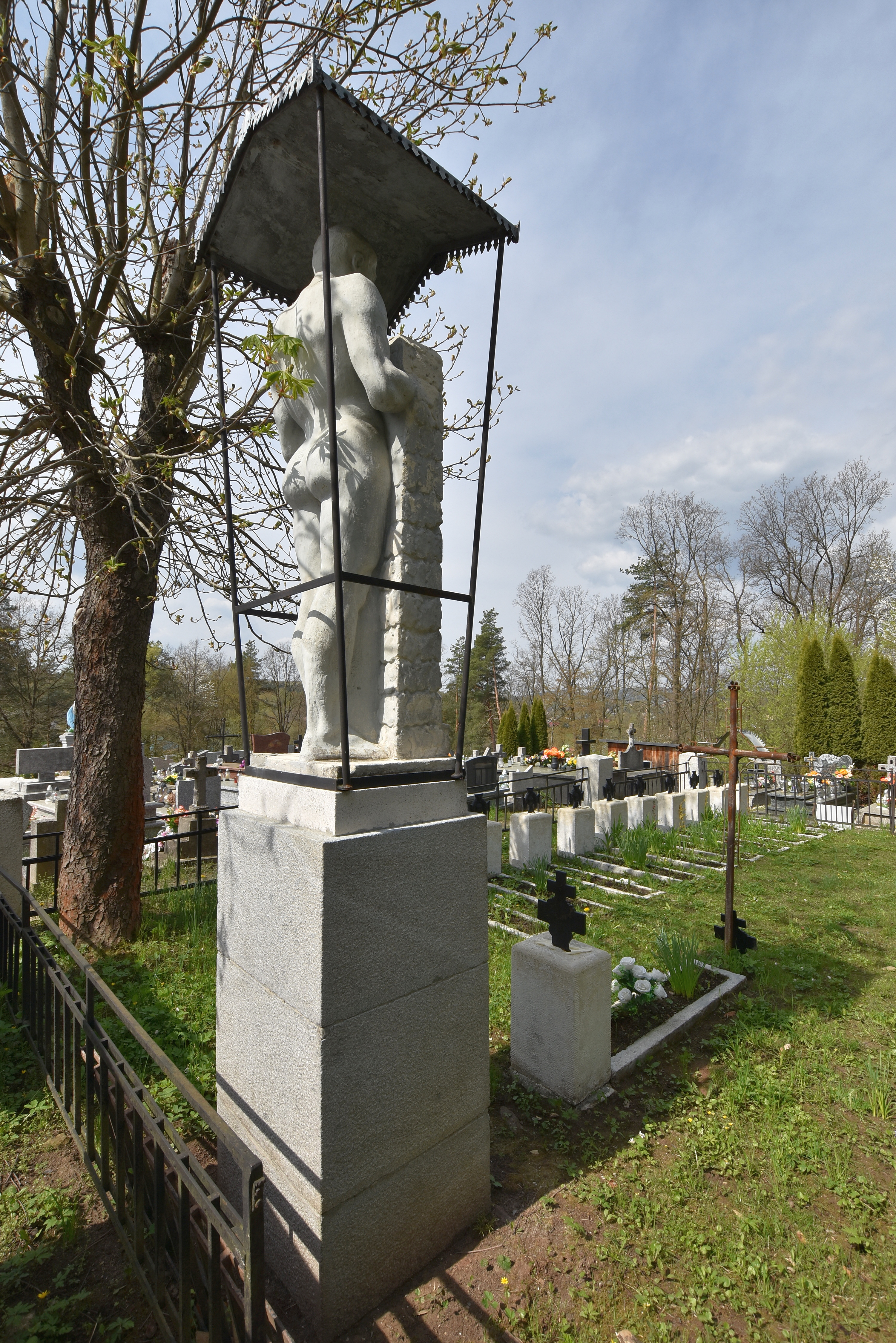
Fragment cmentarza
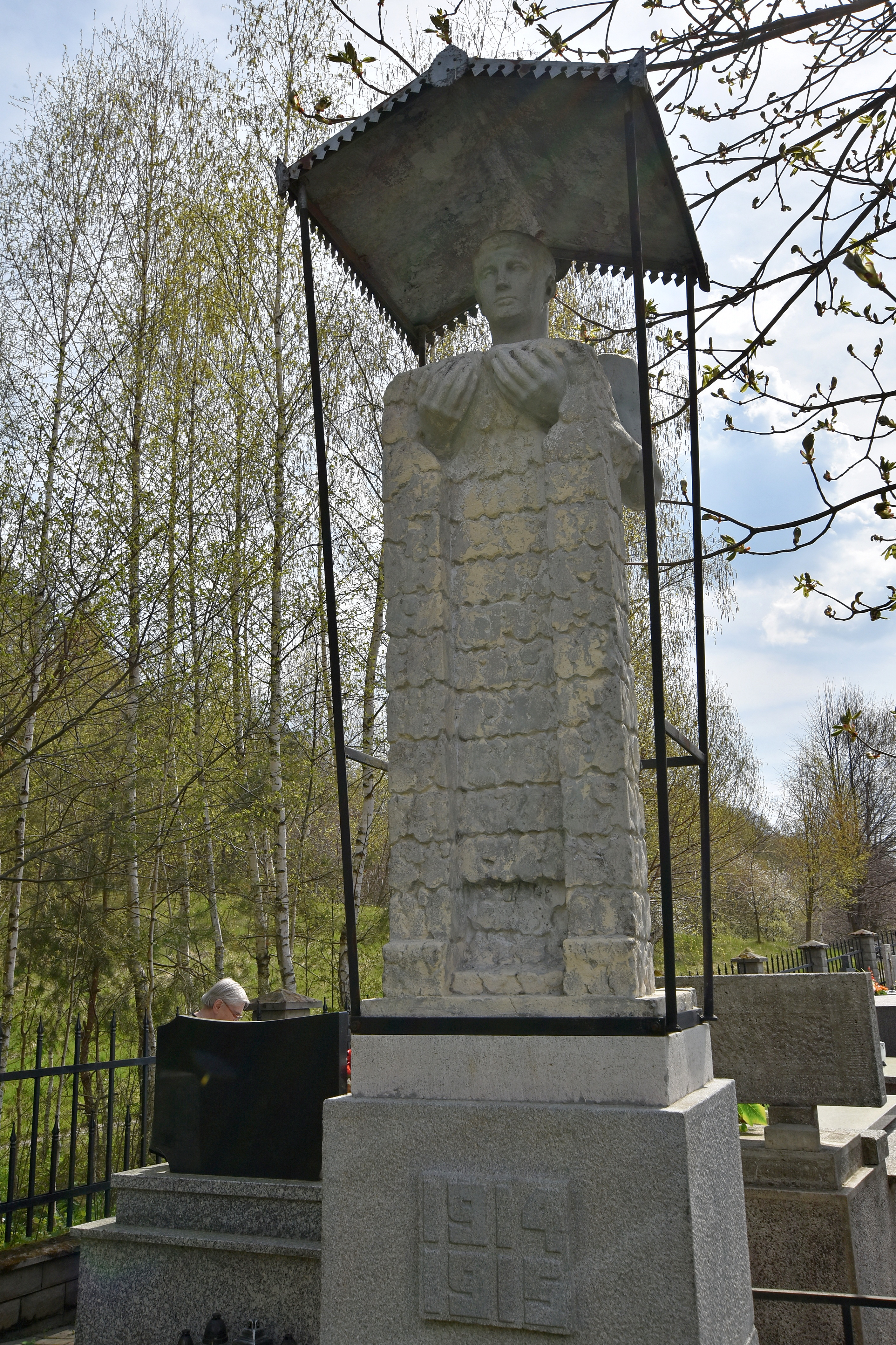
Pomnik główny
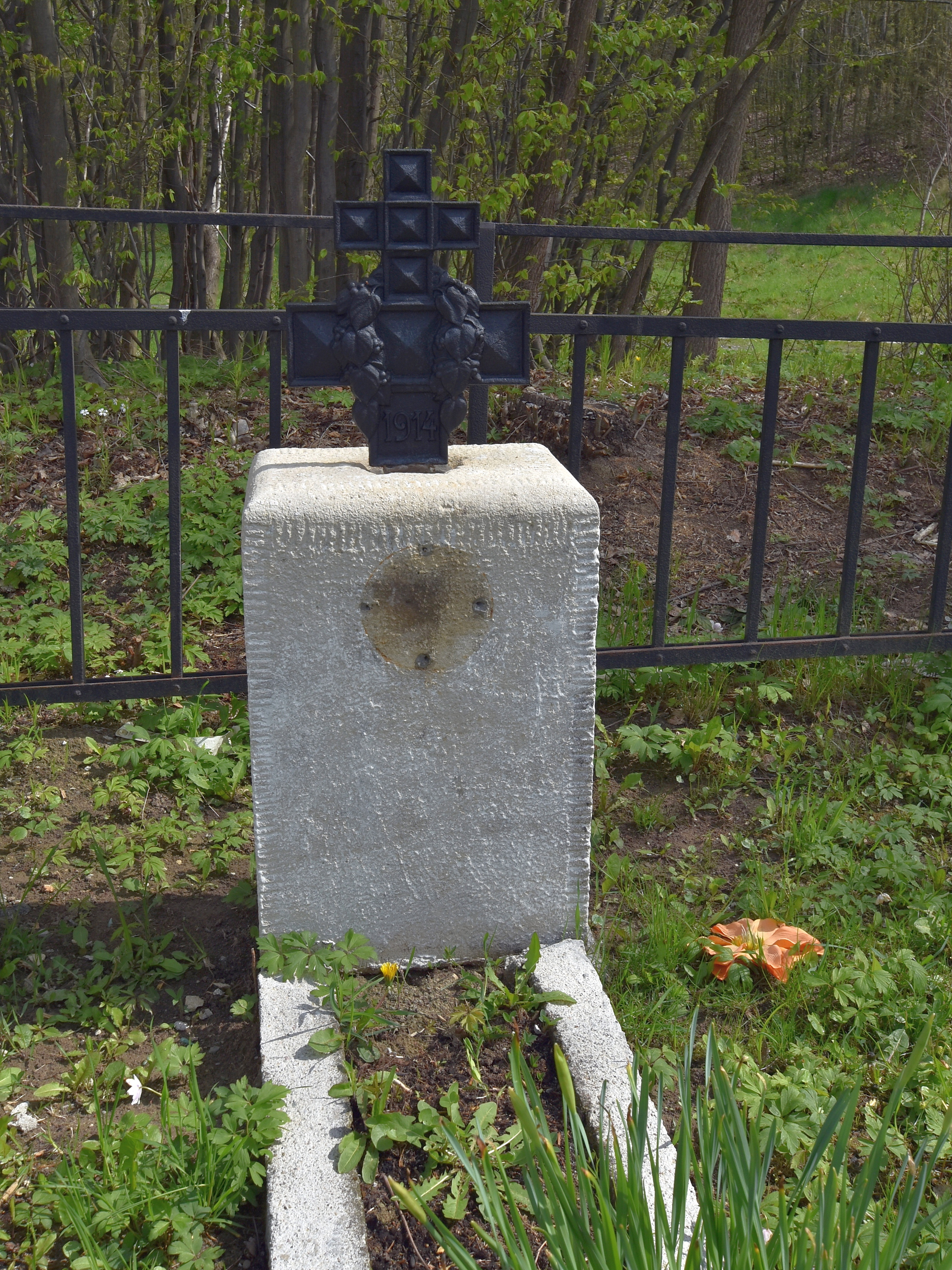
Nagrobek